# Chiesa di San Giovanni Battista (Rovereto)
La chiesa di San Giovanni Battista è la parrocchiale di Borgo Sacco, frazione di Rovereto, in Trentino.  Fa parte della zona pastorale della Vallagarina e risale al XIII secolo. Ospita una notevole concentrazione di opere relative a tutte le fasi del percorso artistico del pittore Gaspare Antonio Baroni Cavalcabò tanto da essere definita il suo museo.

## Storia
È tra i più rappresentativi edifici religiosi del barocco trentino. Venne edificata come cappella della chiesa di San Floriano, la pieve di Lizzana, ampliata una prima volta attorno alla metà del XVI secolo e in seguito nella seconda metà del XVII secolo. 

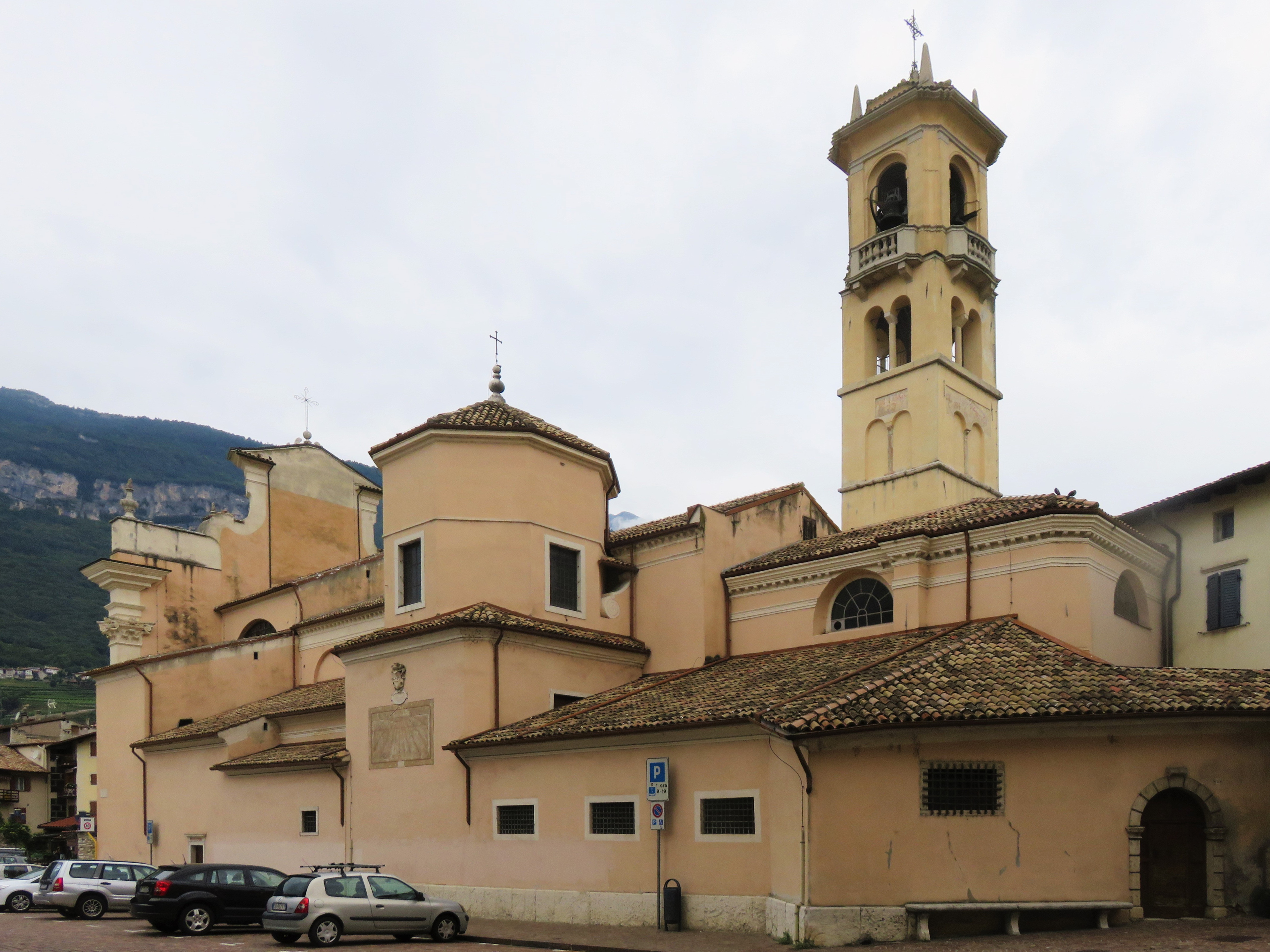
Campanile con abside e sagrestia. A fianco di quest'ultima la cappella laterale dedicata all'Annunziata.

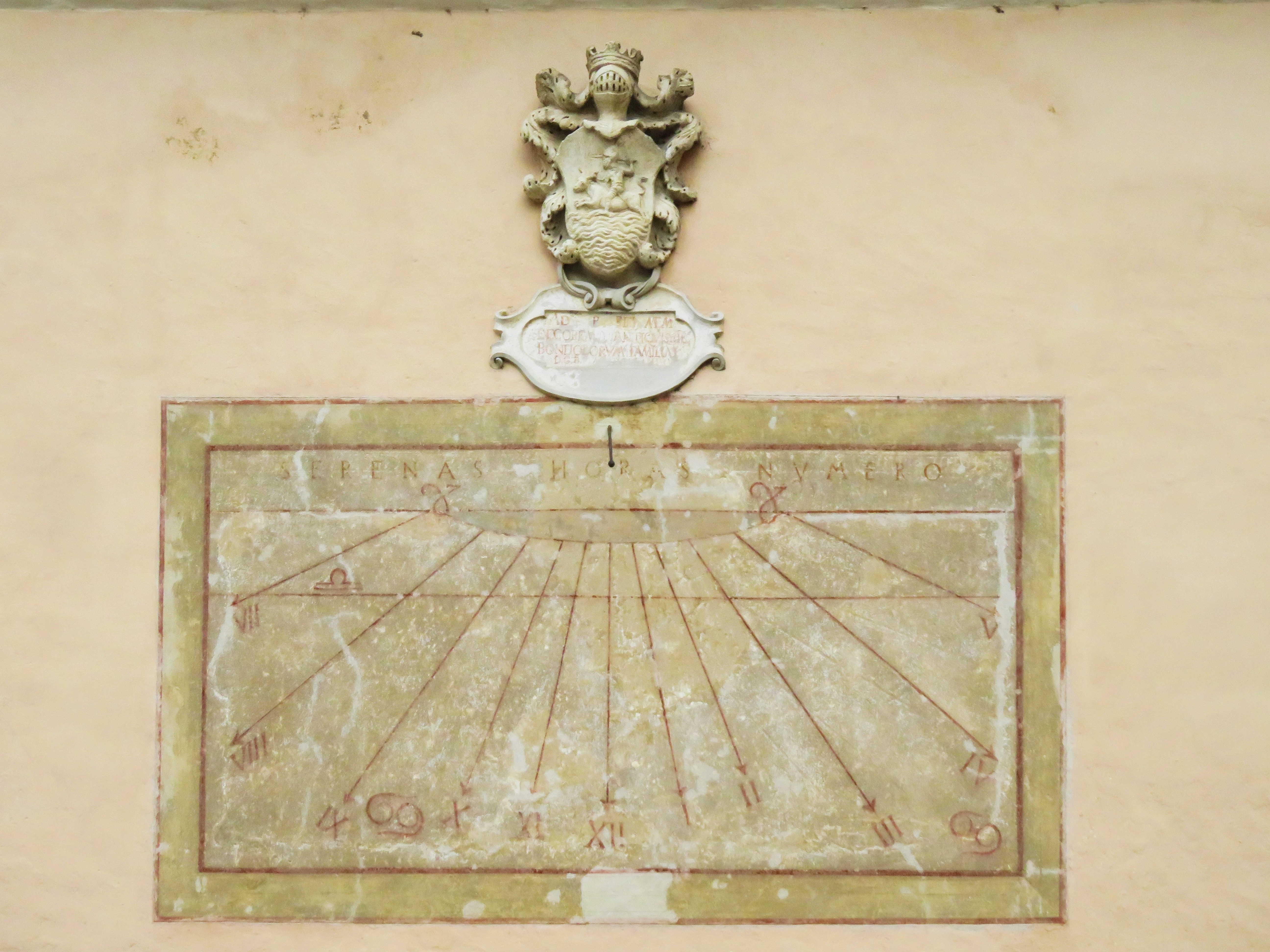
Meridiana sormontata dallo stemma della famiglia Bonfioli sulla parete della cappella dell'Annunziata.

Sino al 1200 i saccardi dovevano recarsi a Lizzana per le funzioni religiose, poi ottennero una prima piccola cappella, usata occasionalmente. Fu solo nel 1496 che il vescovo di Trento Udalrico di Liechtenstein concesse di conservare nella cappella la SS. Eucaristia e di avere una sua fonte battesimale.
Nel 1655 la chiesa fu demolita completamente ad eccezione del campanile e della sacrestia, successivamente fu riscostruita nel 1658.
A partire dal 1645 fu nominato curato della chiesa Guglielmo Bonfioli., saccardo di origine e con risorse economiche personali notevoli. A lui si deve l'erezione della cappella dell'Annunziata, posta sul lato destro della navata, accanto al presbiterio. Questa è riconoscibile esternamente per la forma imponente che si differenzia dal resta della fiancata della chiesa, per il tiburio ottagonale che la copre e per la meridiana posta sulla sua parete, sormontata dallo stemma della famiglia Bonfioli.

### Consacrazione
La chiesa è stata consacrata nel 1240, quando era ancora una piccola cappella quindi molto diversa dall'edificio moderno.

## Descrizione

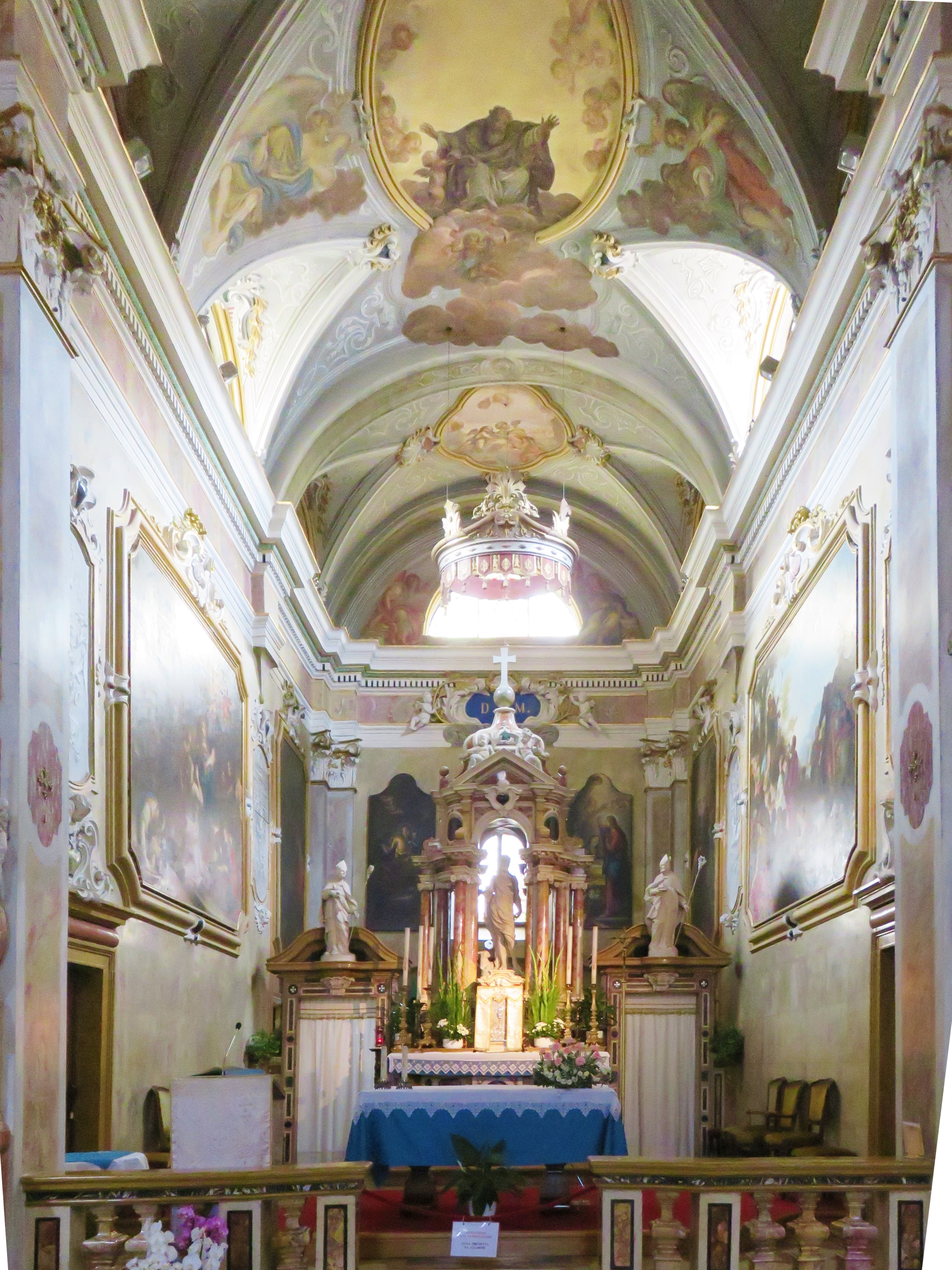
Presbiterio con l'altare maggiore, opera di Cristoforo Benedetti.

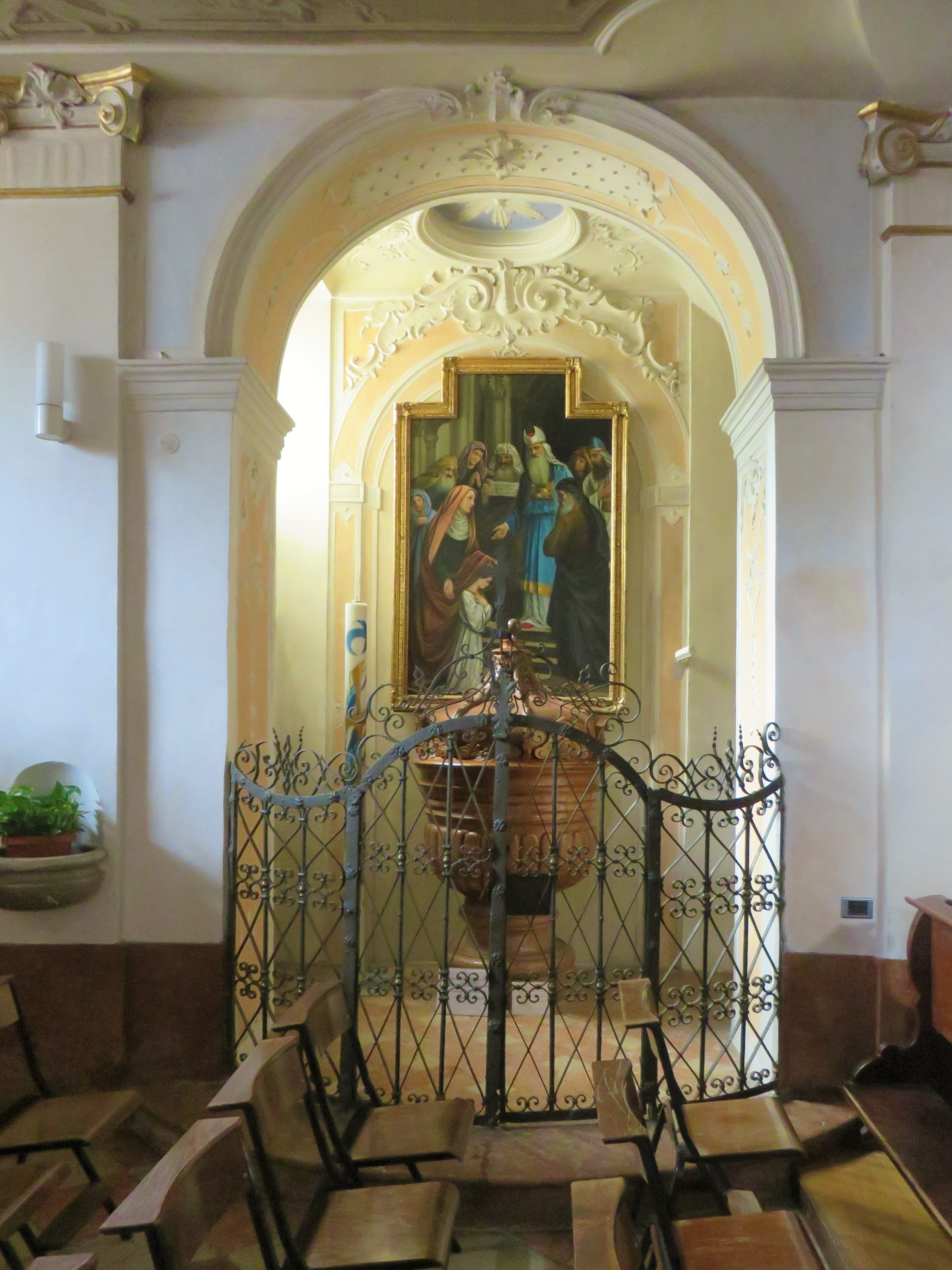
Battistero del XVIII secolo.

### Interni
Gli affreschi che adornano gli interni risalgono al XVIII secolo  e sono opera di Gaspare Antonio Baroni Cavalcabò. Di Cristoforo Benedetti, noto scultore di Castione, è l'altare maggiore. Quest'ultimo fu invece coadiuvato dal suo figlio Teodoro Benedetti nella successiva realizzazione dell'altare del Crocifisso e dell'Assunta posti sotto l'arco santo ed entrambi finiti nel 1733.

### Esterni
La facciata si ispira ad un arco trionfale, con due ordini di paraste e suddiviso in tre parti. Quella centrale, rientrante, presenta un portale maggiore in marmo sormontato da un frontone e da una grande finestra. Finestre si trovano anche nelle parti laterali.

## La parrocchia
La chiesa appartiene alla parrocchia di San Giovanni Battista.